# Eulepidotis diana
Eulepidotis diana là một loài bướm đêm trong họ Erebidae.